# Polisregion Öst
Polisregion Öst är en svensk polisregion inom Polismyndigheten som verkat från 2015. Polisregionens huvudort är Linköping.

## Organisation
Polisregion Öst bildades den 1 januari 2015, och är en av sju regioner i Sverige. Regionen består av Jönköpings län, Södermanlands län och Östergötlands län, vilka i sig utgör var sitt polisområde. Respektive polisområde är vidare indelat i lokalpolisområden. Polisregionerna ersatte de tidigare till antalet 21 polismyndigheterna. Polisregion Öst leds från Linköping, och har det samlade ansvaret för polisverksamheten inom regionen. Ett ansvar som bland annat omfattar utredningsverksamhet, brottsförebyggande verksamhet och service.

### Jönköpings län
Jönköpings län är ett av tre polisområden i regionen. Polisområdet har sitt huvudsäte i Jönköping och består av tre lokalpolisområden - LPO Värnamo, LPO Södra Vätterbyggden och LPO Höglandet. 
Polisstationer i länet
- Eksjö
- Gislaved
- Jönköping
- Nässjö
- Tranås
- Vetlanda
- Värnamo

### Södermanlands län
Södermanlands län är ett av tre polisområden i regionen.
Polisområdet har sitt huvudsäte i Eskilstuna och består av tre lokalpolisområden - 
LPO Eskilstuna, LPO Katrineholm samt LPO Nyköping
Polisstationer i länet
- Eskilstuna
- Flen
- Gnesta
- Katrineholm
- Nyköping
- Stockholm-Skavsta flygplats
- Oxelösund
- Strängnäs
- Vagnhärad
- Vingåker

### Östergötlands län
Östergötlands län är ett av tre polisområden i regionen. Polisområdet har sitt huvudsäte i Linköping och består av tre lokalpolisområden - LPO Linköping, LPO Norrköping och LPO Motala
Polisstationer i länet
- Boxholm
- Finspång
- Kisa
- Linköping
- Mjölby
- Motala
- Norrköping
- Söderköping
- Vadstena
- Valdemarsvik
- Åtvidaberg
- Ödeshög
- Österbymo

## Regionpolischefer
- 2015–2022 : Ulrika Herbst
- 2022- Malena Grann [2]